# Noah Idechong
Noah Idechong é um activista ambiental de Palau e ex-chefe da Divisão Governamental de Recursos Marinhos de Palau, onde ajudou a redigir a primeira legislação de conservação marinha da Ilha em 1997.
Mais tarde, ele serviu como membro da Câmara dos Delegados de Palau a partir das eleições de 2000, ajudando a promulgar programas públicos progressivos e voltados para a conservação, como a Rede de Áreas Protegidas, o Desafio da Micronésia e o primeiro Santuário de Tubarões do mundo. Ele serviu como presidente da Câmara dos Delegados de Palau de 15 de janeiro de 2009 a novembro de 2012.